# Divize B 1985/1986
V soubojích 21. ročníku České divize B 1985/86 se utkalo 16 týmů dvoukolovým systémem podzim – jaro. Tento ročník fotbalové soutěže začal v srpnu 1985 a skončil v červnu 1986.

## Nové týmy v sezoně 1985/86
Z 3. ligy – sk. A 1984/85 sestoupilo do Divize B mužstvo TJ KŽ Králův Dvůr. Z krajských přeborů ročníku 1984/85 postoupila vítězná mužstva TJ Chmelařství Žatec ze Severočeského krajského přeboru, TJ Slavia Karlovy Vary ze Západočeského krajského přeboru a TJ Aritma Praha z Pražského přeboru.

## Výsledná tabulka
| Poř. | Tým                           | Z  | V  | R  | P  | VG | OG | B  |
| ---- | ----------------------------- | -- | -- | -- | -- | -- | -- | -- |
| 1.   | VTJ Karlovy Vary              | 30 | 18 | 6  | 6  | 73 | 31 | 42 |
| 2.   | TJ Rudá hvězda Cheb junioři   | 30 | 15 | 8  | 7  | 51 | 32 | 38 |
| 3.   | TJ CHZ Litvínov               | 30 | 15 | 8  | 7  | 52 | 34 | 38 |
| 4.   | TJ Sklo Union Teplice "B"     | 30 | 15 | 8  | 7  | 52 | 40 | 38 |
| 5.   | TJ Sokol Brňany               | 30 | 14 | 5  | 11 | 41 | 35 | 33 |
| 6.   | TJ Slovan Varnsdorf           | 30 | 12 | 8  | 10 | 48 | 42 | 32 |
| 7.   | TJ Chmelařství Žatec          | 30 | 12 | 6  | 12 | 45 | 45 | 30 |
| 8.   | TJ Slavoj Litoměřice          | 30 | 12 | 5  | 13 | 44 | 43 | 29 |
| 9.   | TJ ČKD Kompresory Praha       | 30 | 10 | 9  | 11 | 40 | 40 | 29 |
| 10.  | TJ KŽ Králův Dvůr             | 30 | 12 | 7  | 11 | 52 | 54 | 29 |
| 11.  | TJ Slavia Karlovy Vary        | 30 | 8  | 10 | 12 | 35 | 36 | 26 |
| 12.  | TJ Lokomotiva Kladno          | 30 | 9  | 8  | 13 | 36 | 49 | 26 |
| 13.  | TJ Kaučuk Kralupy nad Vltavou | 30 | 10 | 5  | 15 | 44 | 53 | 25 |
| 14.  | TJ Spartak Roudnice nad Labem | 30 | 9  | 7  | 14 | 56 | 76 | 25 |
| 15.  | TJ Aritma Praha               | 30 | 7  | 8  | 15 | 38 | 61 | 22 |
| 16.  | TJ Uhelné sklady Praha        | 30 | 5  | 6  | 19 | 39 | 76 | 16 |

Poznámky:
- Z = Odehrané zápasy; V = Vítězství; R = Remízy; P = Prohry; VG = Vstřelené góly; OG = Obdržené góly; B = Body
- Mužstvu TJ KŽ Králův Dvůr byly odečteny 2 body.

|  | Postup do 3. ligy – sk. A 1986/87                |
|  | Sestup do příslušného oblastního přeboru 1986/87 |